# شکاف نسلی

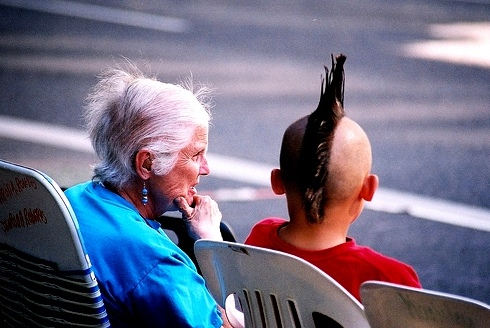
تصویری از شکاف نسلی (تفاوت نسل ها)

شکاف نسلی یا شکاف نسل‌ها، اختلاف نظر بین یک نسل و نسل دیگر در مورد باورها، سیاست یا ارزشهاست. امروزه، شکاف نسل اغلب به شکاف درک شده بین افراد جوانان و والدین یا پدربزرگ و مادربزرگ شان اشاره دارد.

## تاریخچه

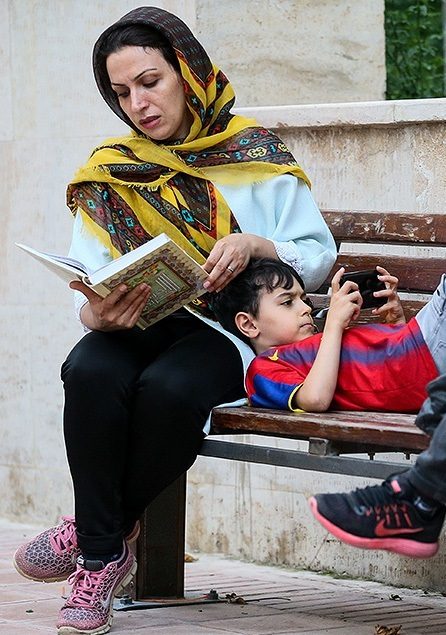
یک کودک درحال موبایل گیمینگ، مه ۲۰۱۸‏

اولین جامعه شناسان مانند کارل مانهایم به تفاوت‌های میان نسل‌ها در نحوه انتقال جوانان به بزرگسالی اشاره کردند. و روشهای جدا شدن یک نسل از یکدیگر، در خانه و موقعیت‌های اجتماعی و مناطق (مانند کلیساها، باشگاه‌ها، مراکز سالمندان و مراکز جوانان) را مورد مطالعه قرار دادند.